# 8453 Flaviataldini
8453 Flaviataldini eller 1981 EQ är en asteroid i huvudbältet som upptäcktes den 1 mars 1981 av den belgiske astronomen Henri Debehogne och den italienske astronomen Giovanni de Sanctis vid La Silla-observatoriet. Den är uppkallad efter den italienska astronomen Mario Di Martino barnbarn, Flavia Taldini.
Asteroiden har en diameter på ungefär 16 kilometer.